# Ірина Авдєєнко
Ірина Авдєєнко — українська театральна та кіноакторка.

## Біографія
Народилася 15 квітня 1985 року у місті Суми.
За першою освітою – медик.
2011 року закінчила Київський Національний університет театру, кіно та телебачення ім. І. К. Карпенка-Карого (майстерня Ю.М. Мажуги).
Зніматись почала з 2009 року. Знялася у майже 30 фільмах.

## Вибрана фільмографія
- Ворожка (2021), серіал
- Виходьте без дзвінка 4 (2021), серіал
- Дільничний із ДВРЗ 2 (2020), серіал
- Виходьте без дзвінка 3 (2020), серіал
- Зоя (2019), серіал
- Виходьте без дзвінка 2 (2019), серіал
- Дільничний з ДВРЗ (2019), серіал
- Опікун (2019), серіал
- Звонар (2019), серіал
- Два полюси любові (2018), серіал
- Виходьте без дзвінка (2018), серіал
- Заміж у Новий рік (2016), фільм
- Відділ 44 (2015), серіал